# Melophagus himalayae
Melophagus himalayae är en tvåvingeart som beskrevs av Maa 1969. Melophagus himalayae ingår i släktet Melophagus och familjen lusflugor.
Artens utbredningsområde är Nepal. Inga underarter finns listade i Catalogue of Life.